# Diócesis de Aquisgrán
La diócesis de Aquisgrán (en latín: Dioecesis Aquisgranensis y en alemán: Bistum Aachen) es una circunscripción eclesiástica de la Iglesia católica en Alemania. Se trata de una diócesis latina, sufragánea de la arquidiócesis de Colonia. Desde el 23 de septiembre de 2016 su obispo es Helmut Karl Dieser.

## Territorio y organización

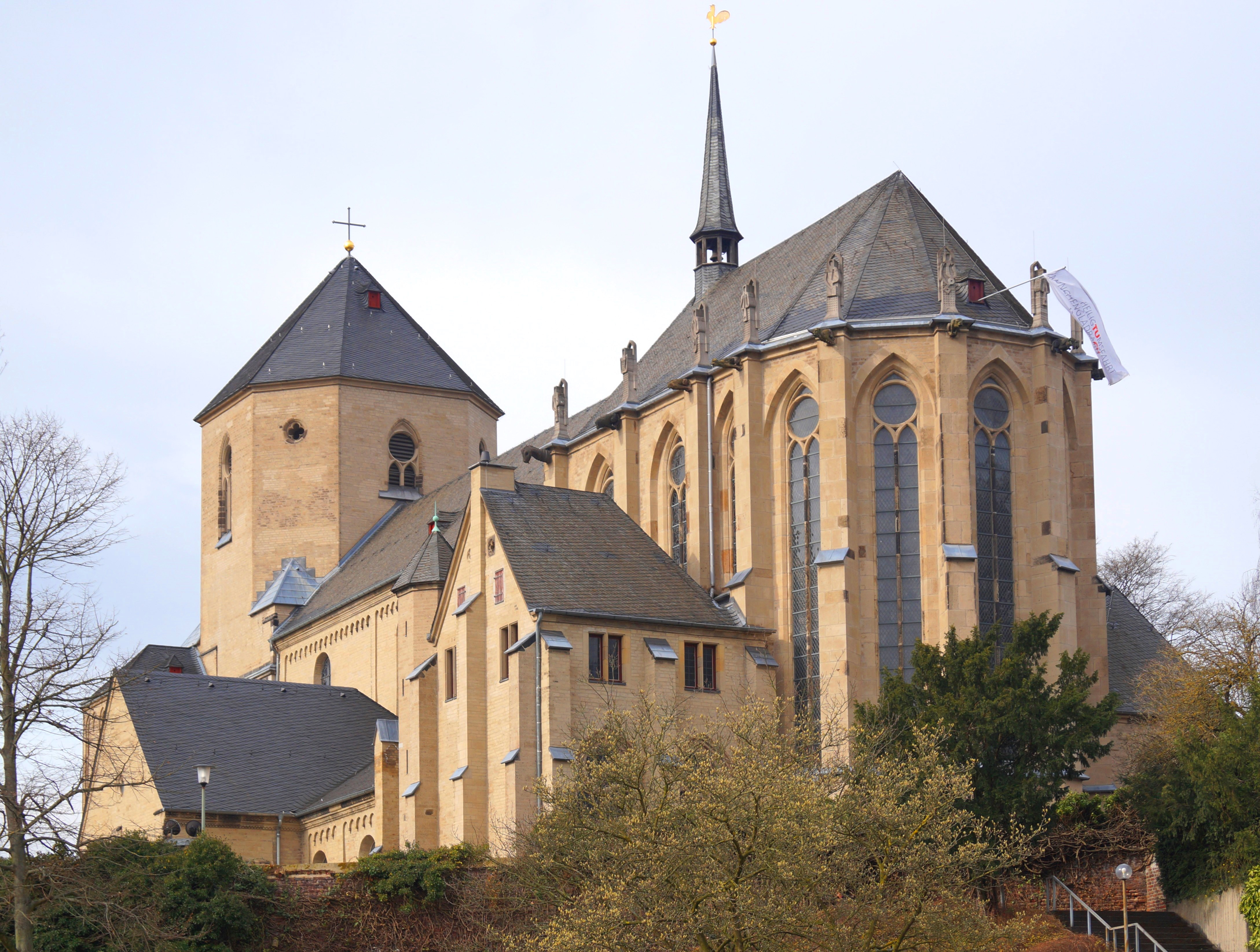
Basílica de San Vito, en Mönchengladbach

La diócesis tiene 4020 km² y extiende su jurisdicción sobre los fieles católicos de rito latino residentes en la parte occidental del estado de Renania del Norte-Westfalia, en los confines con Bélgica y Países Bajos.

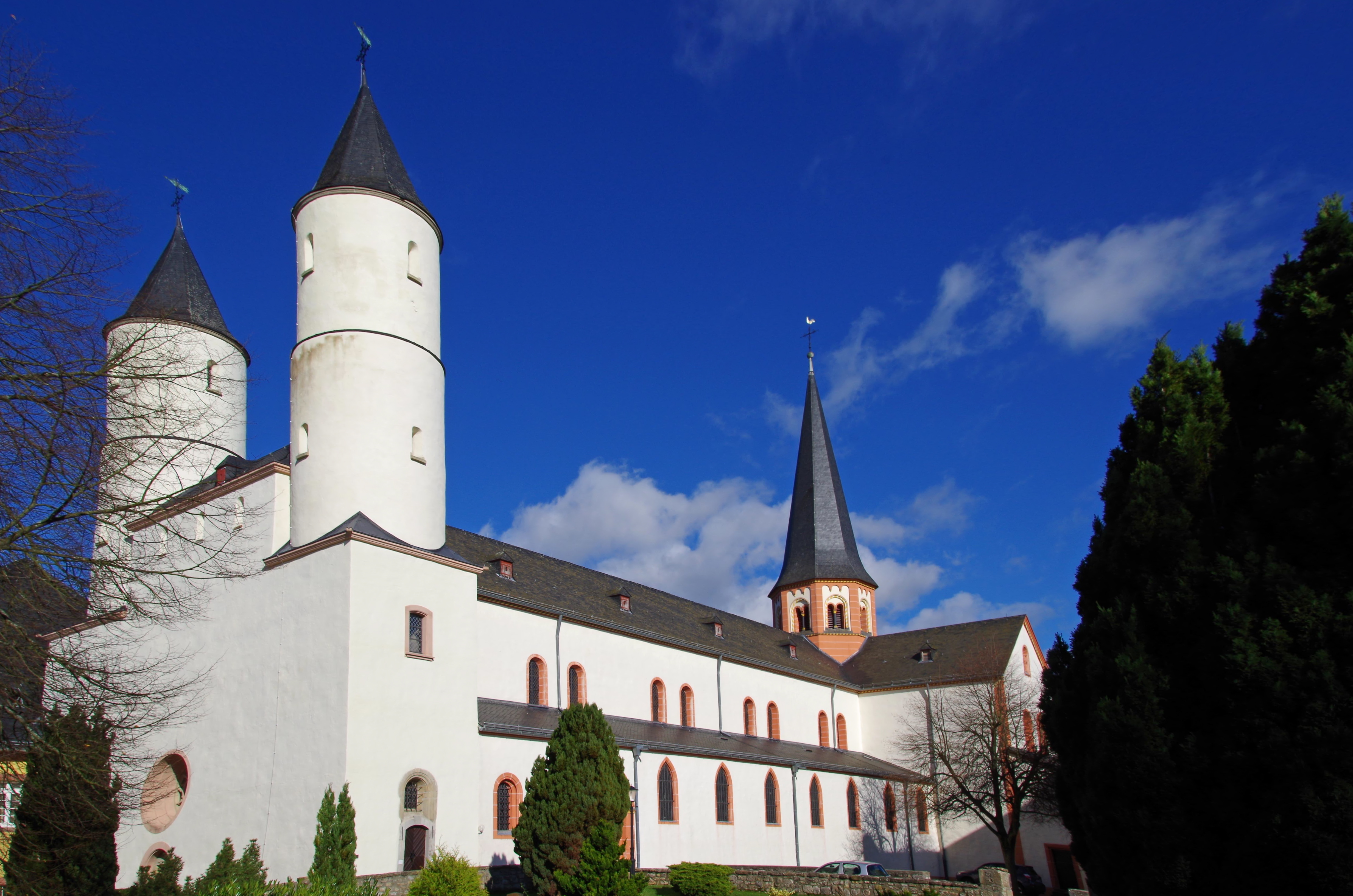
Basílica de los Santos Potentino, Félix y Simplicio, en la abadía de Steinfeld, en Kall

La sede de la diócesis se encuentra en la ciudad de Aquisgrán, en donde se halla la Catedral de Santa María Asunta y la colegiata de San Adalberto. En el territorio también se encuentran dos basílicas menores: la basílica de los Santos Potentino, Félix y Simplicio, en la abadía de Steinfeld, en Kall; y la basílica de San Vito, en Mönchengladbach. 

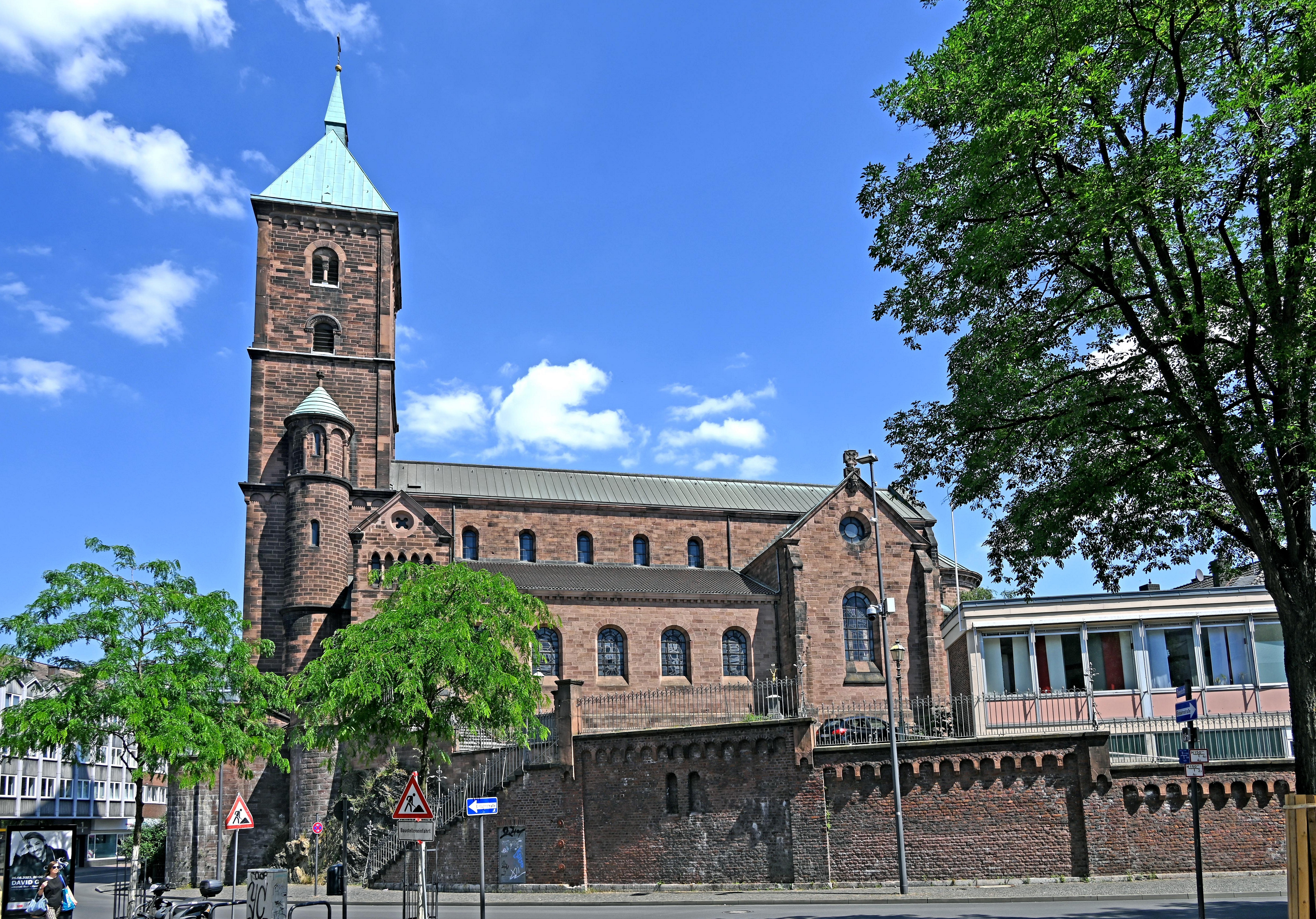
Colegiata de San Adalberto, consagrada en 1005, es la segunda iglesia más antigua de Aquisgrán

En 2022 en la diócesis existían 326 parroquias agrupadas en 8 regiones pastorales: Krefeld, Viersen-Kempen, Mönchengladbach, Heinsberg, Düren, Aquisgrán ciudad, región de Aquisgrán y Eifel.

## Historia
Sobre la base del concordado francés de 1801, Aquisgrán se convirtió en diócesis, sufragánea de la arquidiócesis de Malinas, el 29 de noviembre de 1801, mediante bula Qui Christi Domini del papa Pío VII.
La nueva diócesis comprendía los departamentos franceses de la Roer y del Rin y Mosela, en la ribera izquierda del Rin. Estaba constituida por 79 parroquias de primera clase y 754 de segunda clase. El territorio fue extraído principalmente del arquidiócesis de Colonia (incluida la propia ciudad de Colonia, que había sido anexionada a Francia), a la se unieron pequeñas porciones provenientes de las diócesis de Lieja, de Utrecht, de Roermond y de Maguncia. En el 1808 el territorio diocesano se extendió hacia la ciudad de Wesel y sus territorios en la parte derecha del Rin.
El primer y único obispo fue Marc Antoine Berdolet, un antiguo obispo constitucional nombrado por Napoleón y confirmado por la Santa Sede, el 30 de mayo de 1802. Sin embargo, el gobierno de la diócesis fue ejercido prácticamente por su vicario general, Martin Wilhelm Fonck. Luego de la muerte de Berdolet, el gobierno francés nombró como sucesor a Denis François Las Camus, vicario general de la diócesis de Meaux, pero nunca ocupó su cargo por no haber recibido la institución canónica de Roma. De ese modo Le Camus solo se limitó a administrar la diócesis hasta su muerte en 1814. El gobierno desde 1814 hasta su supresión fue ejercido por dos vicarios generales Fonck y Klinkenberg.
La bula De salute animarum del papa Pío VII, del 16 de julio de 1821, sobre la disciplina de la Iglesia en territorio prusiano, suprimió la diócesis de Aquisgrán, y transfirió la mayor parte de su territorio a la arquidiócesis de Colonia y parte a las diócesis de Tréveris y de Münster. Estas decisiones tuvieron efecto con el nombramiento del arzobispo de Colonia Ferdinand August von Spiegel en 1824. El capítulo de la catedral fue transformado en capítulo colegial compuesto por un preboste y seis canónigos.
Luego de concordato de la Santa Sede con Prusia de 1929, la diócesis fue restablecida el 13 de agosto de 1930 mediante bula Pastoralis officii nostri del papa Pío XI, extrayendo su territorio de la arquidiócesis de Colonia, y convirtiéndose en sufragánea de esta.

## Estadísticas
Según el Anuario Pontificio 2023 la diócesis tenía a fines de 2022 un total de 1 021 980 fieles bautizados.
| Año                                                                             | Población            | Población | Población      | Sacerdotes | Sacerdotes    | Sacerdotes    | Bautizados por sacerdote | Diáconos permanentes | Religiosos | Religiosos | Parroquias |
| Año                                                                             | Bautizados católicos | Total     | % de católicos | Total      | Clero secular | Clero regular | Bautizados por sacerdote | Diáconos permanentes | Varones    | Mujeres    | Parroquias |
| ------------------------------------------------------------------------------- | -------------------- | --------- | -------------- | ---------- | ------------- | ------------- | ------------------------ | -------------------- | ---------- | ---------- | ---------- |
| 1949                                                                            | 1 185 521            | 1 334 664 | 88.8           | 1175       | 947           | 228           | 1008                     |                      | 263        | 3125       | 519        |
| 1959                                                                            | 1 337 115            | 1 658 898 | 80.6           | 1363       | 970           | 393           | 981                      |                      | 622        | 4193       | 532        |
| 1970                                                                            | 1 486 613            | 1 902 480 | 78.1           | 1424       | 1026          | 398           | 1043                     |                      | 580        | 3658       | 488        |
| 1980                                                                            | 1 445 000            | 1 850 000 | 78.1           | 1122       | 813           | 309           | 1287                     | 11                   | 433        | 2622       | 538        |
| 1990                                                                            | 1 299 000            | 1 858 000 | 69.9           | 927        | 697           | 230           | 1401                     | 48                   | 345        | 1891       | 538        |
| 1999                                                                            | 1 242 500            | 2 008 000 | 61.9           | 785        | 608           | 177           | 1582                     | 56                   | 239        | 1331       | 539        |
| 2000                                                                            | 1 232 300            | 2 012 000 | 61.2           | 766        | 590           | 176           | 1608                     | 62                   | 238        | 1305       | 539        |
| 2001                                                                            | 1 222 148            | 2 016 000 | 60.6           | 754        | 579           | 175           | 1620                     | 57                   | 226        | 1200       | 541        |
| 2002                                                                            | 1 214 451            | 2 025 000 | 60.0           | 728        | 578           | 150           | 1668                     | 58                   | 197        | 1148       | 540        |
| 2003                                                                            | 1 207 487            | 2 035 000 | 59.3           | 691        | 555           | 136           | 1747                     | 56                   | 187        | 1102       | 538        |
| 2004                                                                            | 1 200 375            | 2 041 454 | 58.8           | 670        | 535           | 135           | 1791                     | 62                   | 182        | 1082       | 538        |
| 2006                                                                            | 1 178 884            | 2 054 108 | 57.4           | 635        | 509           | 126           | 1856                     | 65                   | 174        | 1006       | 531        |
| 2011                                                                            | 1 122 038            | 2 033 762 | 55.2           | 548        | 443           | 105           | 2047                     | 80                   | 147        | 782        | 374        |
| 2012                                                                            | 1 110 948            | 2 028 699 | 54.8           | 542        | 436           | 106           | 2049                     | 82                   | 141        | 766        | 371        |
| 2015                                                                            | 1 091 000            | 2 032 000 | 53.7           | 486        | 402           | 84            | 2244                     | 80                   | 114        | 685        | 330        |
| 2016                                                                            | 1 077 000            | 1 981 667 | 54.4           | 484        | 394           | 90            | 2225                     | 83                   | 124        | 678        | 329        |
| 2017                                                                            | 1 087 450            | 2 010 000 | 54.1           | 431        | 360           | 71            | 2523                     | 81                   | 92         | 600        | 326        |
| 2018                                                                            | 1 087 450            | 2 010 000 | 54.1           | 431        | 360           | 71            | 2523                     | 81                   | 92         | 600        | 326        |
| 2020                                                                            | 1 021 500            | 2 009 557 | 50.8           | 396        | 335           | 61            | 2580                     | 80                   | 79         | 584        | 326        |
| 2022                                                                            | 1 021 980            | 2 014 638 | 50.7           | 363        | 310           | 53            | 2815                     | 77                   | 65         | 470        | 326        |
| Fuente: Catholic-Hierarchy, que a su vez toma los datos del Anuario Pontificio. |                      |           |                |            |               |               |                          |                      |            |            |            |

### Vida consagrada
La diócesis cuenta con la presencia de unos 45 institutos religiosos y 4 institutos seculares. Entre los institutos religiosos resaltan las órdenes religiosas, por su antigua presencia en el territorio, tales como Orden de San Benito, Orden de los Carmelitas Descalzos, Orden de San Francisco y la Orden de los Predicadores, entre otras. Los cuatro institutos seculares son Nuestra Señora de la Via, Servitium Christi, Caritas Christi y el de San Francisco de Sales.
Además de los consagrados, en la Aquisgrán están presentes numerosos movimientos eclesiales, entre los que resaltan la Renovación Carismática Católica, los Equipos de Nuestra Señora, la Comunidad de Vida Cristiana, el Camino Neocatecumenal, la Comunidad de San Egidio, el Movimiento de Schoenstatt y la Orden Franciscana Seglar.

## Episcopologio

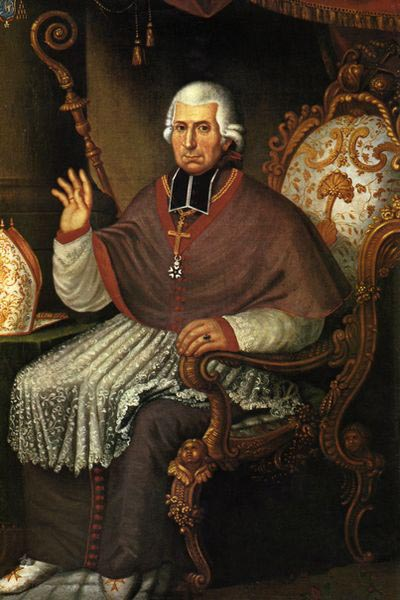
Marc-Antoine Berdolet, primer obispo de la diócesis de Aquisgrán, nombrado por Napoleón y confirmado por Pío VII en 1801

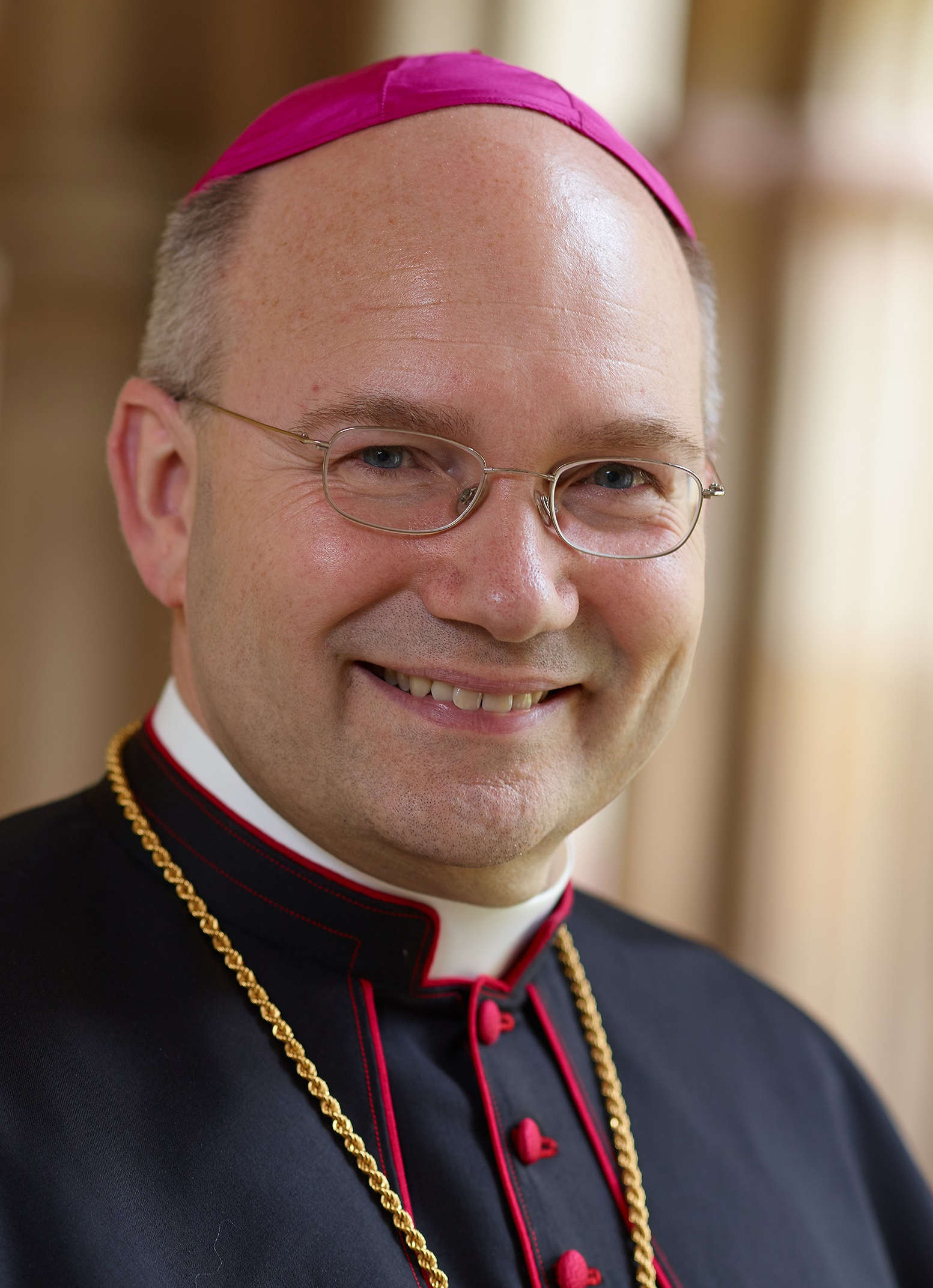
Helmut Karl Dieser, obispo de Aquisgrán desde 2016

- Marc-Antoine Berdolet † (30 de mayo de 1802-13 de agosto de 1809 falleció)
  - Sede vacante (1809-1821)
  - Sede suprimida (1821-1930)
- Joseph Vogt † (30 de enero de 1931-5 de octubre de 1937 falleció)
  - Sede vacante (1937-1943)
- Johannes Joseph van der Velden † (7 de septiembre de 1943-19 de mayo de 1954 falleció)
- Johannes Pohlschneider † (30 de agosto de 1954-13 de diciembre de 1974 retirado)
- Klaus Hemmerle † (9 de septiembre de 1975-23 de enero de 1994 falleció)
- Heinrich Mussinghoff (12 de diciembre de 1994-8 de diciembre de 2015 retirado)
- Helmut Karl Dieser, desde el 23 de septiembre de 2016[8]